# 러시아의 인구
러시아의 인구는 2010년 142,905,200명이다. 소비에트 연방의 붕괴 후 출생률과 평균 수명이 줄어들어 1993년부터 인구가 감소하기 시작하여 2008년까지 15년 동안 러시아의 인구는 660만 명 감소하였다. 하지만 2009년부터 러시아의 인구는 다시 증가하고 있다. 전체 인구의 약 80%를 러시아인이 차지하고 있고, 약 160개 민족으로 구성되어 있다. 100개 이상의 언어가 쓰이고 있으며 그중 가장 흔한 언어는 공용어인 러시아어이다. 러시아인을 포함한 많은 민족이 대부분 러시아 정교회의 신도이지만, 개신교, 로마 카톨릭나 이슬람교, 유대교, 불교, 기타 종교의 신자들도 있다. 러시아인의 성명은 세 가지 요소로 구성되어 있다. 성과 부칭 이름이다. 순서는 이름+부칭+성의 순서이다.

## 인구 수

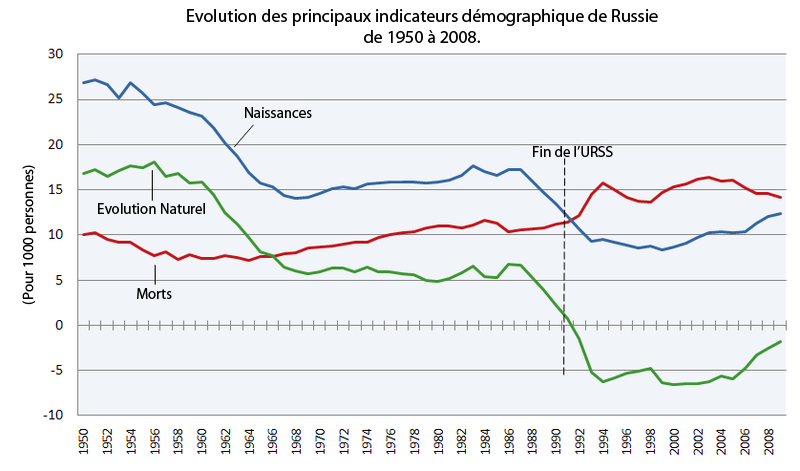
1950-2008

러시아의 인구 수는 1959년 1억 1653만명에서 2003년 1억 4516만 4000명으로 이 기간 동안 약 3,000만 명이 증가하여 연평균 증가율이 1%가 되지 않았다. 2002년의 인구 조사에서는 1억 4500만 명의 주민들이 거주했다. 대략 러시아의 인구의 78% 정도인 1억 1000만 명이 유럽 쪽에 거주하고, 나머지 인구인 4,200만명이 아시아 쪽의 시베리아 등에 거주한다. 소비에트 연방의 붕괴 후 출생률과 평균 수명이 줄어들어 1993년부터 인구가 감소하기 시작했고 2008년까지 15년 동안 러시아의 인구는 660만 명이 감소했다. 동구권 국가들과 마찬가지로 경제난으로 출산율이 저하된 데다 의료체계 붕괴 및 알코올 의존증 등으로 사망률이 높아졌기 때문이었다. 하지만 2000년대 들어서는 러시아의 의료체계가 안정을 되찾자 신생아 수가 해마다 증가하여, 1999년 121만 4700명으로 추정되었던 신생아 수가 2004년에는 150만 2500명으로 늘어났다. 그래서 2009년부터 러시아의 인구는 다시 증가하는 추세다. 2009년 1억 4280만명에서 2016년에는 1억 4430만명으로 증가했다. 2023년도 인구는 1억 4380만명으로 인구가 줄고있다.

## 통계

### 1840–1926 합계출산율
출처:: Our World In Data, Gapminder Foundation.
러시아는 이 기간 중에 상당 기간 동안 전 세계에서 가장 높은 출산율을 보였지만, 러시아 혁명과 제1차 및 제2차 세계대전으로 인해 사망자가 급증하면서 인구가 크게 증가하지는 않았다.
| 연도 | 1840 | 1841 | 1842 | 1843 | 1844 | 1845 | 1846 | 1847 | 1848 | 1849 |
| ---- | ---- | ---- | ---- | ---- | ---- | ---- | ---- | ---- | ---- | ---- |
|      | 7    | 7    | 7    | 7.01 | 7.02 | 7.03 | 7.05 | 7.06 | 7.08 | 7.08 |
| 연도 | 1850 | 1851 | 1852 | 1853 | 1854 | 1855 | 1856 | 1857 | 1858 | 1859 |
|      | 7.07 | 7.07 | 7.07 | 7.06 | 7.05 | 7.03 | 7.01 | 7    | 6.98 | 6.97 |
| 연도 | 1860 | 1861 | 1862 | 1863 | 1864 | 1865 | 1866 | 1867 | 1868 | 1869 |
|      | 6.95 | 6.93 | 6.95 | 6.96 | 6.98 | 6.99 | 7.01 | 7.02 | 6.51 | 6.87 |
| 연도 | 1870 | 1871 | 1872 | 1873 | 1874 | 1875 | 1876 | 1877 | 1878 | 1879 |
|      | 6.74 | 7.03 | 6.85 | 7.24 | 7.17 | 7.15 | 7.02 | 6.87 | 6.58 | 6.98 |
| 연도 | 1880 | 1881 | 1882 | 1883 | 1884 | 1885 | 1886 | 1887 | 1888 | 1889 |
|      | 6.8  | 6.66 | 7.03 | 6.89 | 6.83 | 6.74 | 6.47 | 6.61 | 6.96 | 6.8  |
| 연도 | 1890 | 1891 | 1892 | 1893 | 1894 | 1895 | 1896 | 1897 | 1898 | 1899 |
|      | 6.71 | 7.44 | 6.57 | 7.17 | 7.18 | 7.34 | 7.43 | 7.52 | 7.28 | 7.36 |
| 연도 | 1900 | 1901 | 1902 | 1903 | 1904 | 1905 | 1906 | 1907 | 1908 | 1909 |
|      | 7.36 | 7.2  | 7.36 | 7.2  | 7.24 | 6.72 | 7.04 | 7.08 | 7.44 | 7.12 |
| 연도 | 1910 | 1911 | 1912 | 1913 | 1914 | 1915 | 1916 | 1917 | 1918 | 1919 |
|      | 7.2  | 7.2  | 7.2  | 6.96 | 6.88 | 3.36 | 5.2  | 5.04 | 5.72 | 3.44 |
| 연도 | 1920 | 1921 | 1922 | 1923 | 1924 | 1925 | 1926 |      |      |      |
|      | 6.72 | 4.72 | 6    | 6.48 | 6.72 | 6.8  | 6.72 |      |      |      |

### 1801-1914 조출생률 통계

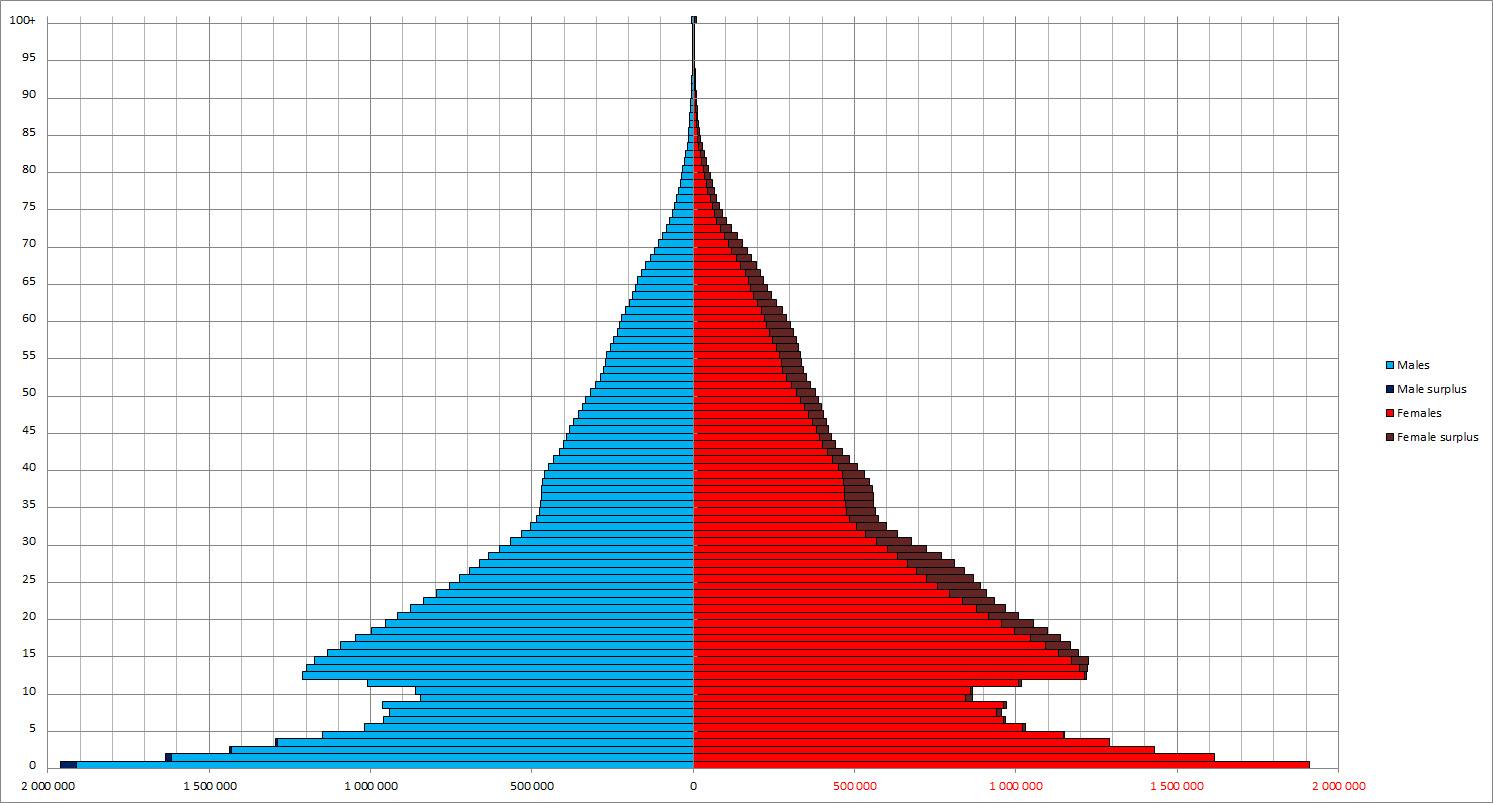
1927년 1월 1일 러시아의 인구 피라미드

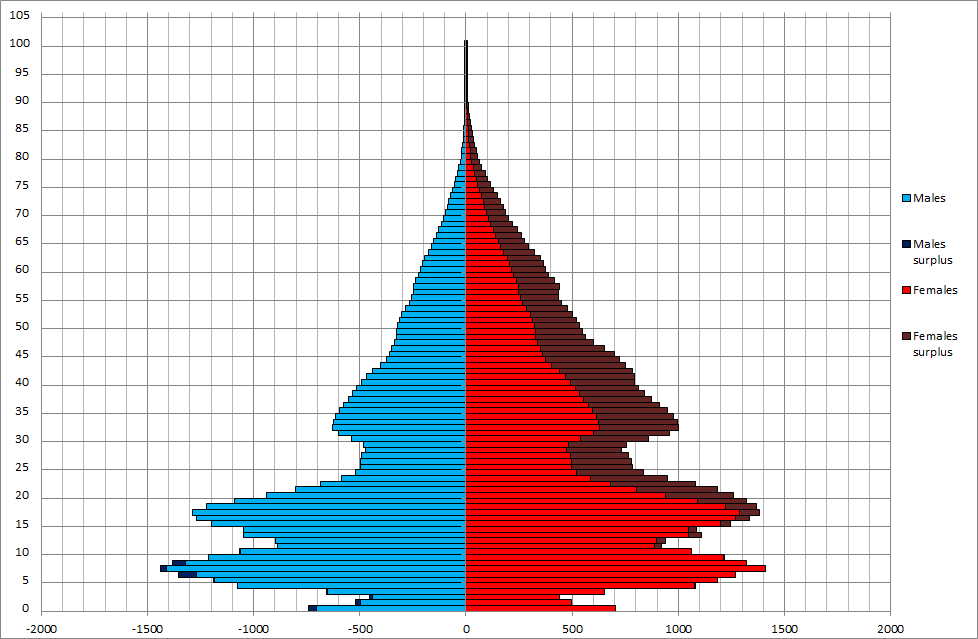
1946년 1월 1일 러시아의 인구 피라미드

| 연도   | 1801–1810 | 1811–1820 | 1821–1830 | 1831–1840 | 1841–1850 | 1851–1860 |
| ------ | --------- | --------- | --------- | --------- | --------- | --------- |
| 출생률 | 43.7      | 40.0      | 42.7      | 45.6      | 49.7      | 52.4      |

| 연도   | 1861–1870 | 1871–1880 | 1881–1890 | 1891–1900 | 1901–1910 | 1911–1914 | 18세기 (정교회만) | 1801–1860 (정교회만) |
| ------ | --------- | --------- | --------- | --------- | --------- | --------- | ----------------- | -------------------- |
| 출생률 | 50.3      | 50.4      | 50.4      | 49.2      | 46.8      | 43.9      | 51.0              | 50.0                 |

| 연도 | 인구        | 출생아 수 | 사망자 수 | 자연 증감  | 조출생률 (1000명당) | 조사망률 (1000명당) | 자연 증감률 (1000명당) | 합계출산율 | 기대수명 (남성) | 기대수명 (여성) |
| ---- | ----------- | --------- | --------- | ---------- | ------------------- | ------------------- | ---------------------- | ---------- | --------------- | --------------- |
| 1927 | 94,596,000  | 4,688,000 | 2,705,000 | 1,983,000  | 49.6                | 28.6                | 21.0                   | 6.73       | 33.7            | 37.9            |
| 1928 | 96,654,000  | 4,723,000 | 2,589,000 | 2,134,000  | 48.9                | 26.8                | 22.1                   | 6.56       | 35.9            | 40.4            |
| 1929 | 98,644,000  | 4,633,000 | 2,819,000 | 1,814,000  | 47.0                | 28.6                | 18.4                   | 6.23       | 33.7            | 38.2            |
| 1930 | 100,419,000 | 4,413,000 | 2,738,000 | 1,675,000  | 43.9                | 27.3                | 16.7                   | 5.83       | 34.6            | 38.7            |
| 1931 | 101,948,000 | 4,412,000 | 3,090,000 | 1,322,000  | 43.3                | 30.3                | 13.0                   | 5.63       | 30.7            | 35.5            |
| 1932 | 103,136,000 | 4,058,000 | 3,077,000 | 981,000    | 39.3                | 29.8                | 9.5                    | 5.09       | 30.5            | 35.7            |
| 1933 | 102,706,000 | 3,313,000 | 5,239,000 | –1,926,000 | 32.3                | 51.0                | –18.8                  | 4.15       | 15.2            | 19.5            |
| 1934 | 102,922,000 | 2,923,000 | 2,659,000 | 264,000    | 28.7                | 26.1                | 2.6                    | 3.57       | 30.5            | 35.7            |
| 1935 | 102,684,000 | 3,577,000 | 2,421,000 | 1,156,000  | 34.8                | 23.6                | 11.3                   | 4.31       | 33.1            | 38.4            |
| 1936 | 103,904,000 | 3,899,000 | 2,719,000 | 1,180,000  | 37.5                | 26.2                | 11.4                   | 4.54       | 30.4            | 35.7            |
| 1937 | 105,358,000 | 4,377,000 | 2,760,000 | 1,617,000  | 41.5                | 26.2                | 15.4                   | 5.08       | 30.5            | 40.0            |
| 1938 | 107,044,000 | 4,379,000 | 2,739,000 | 1,640,000  | 40.9                | 25.6                | 15.3                   | 4.99       | 31.7            | 42.5            |
| 1939 | 108,785,000 | 4,329,000 | 2,600,000 | 1,729,000  | 39.8                | 23.9                | 15.9                   | 4.91       | 34.9            | 42.6            |
| 1940 | 110,333,000 | 3,814,000 | 2,561,000 | 1,253,000  | 34.6                | 23.2                | 11.4                   | 4.26       | 35.7            | 41.9            |

| 연도 | 1941 | 1942 | 1943 | 1944 | 1945 |
| ---- | ---- | ---- | ---- | ---- | ---- |
|      | 4.60 | 2.96 | 1.68 | 1.72 | 1.92 |

### 제2차 세계대전 이후
| 연도 | 인구        | 출생아 수 | 사망자 수 | 자연 증감 | 조출생률 (1000명당) | 조사망률 (1000명당) | 자연 증감률 (1000명당) | 합계출산율 | 도시 출산율 | 시골출산율 | 기대수명 (남성) | 기대수명 (여성) | 기대수명 (평균) | 보고된 낙태 건수(유산도 포함) |
| ---- | ----------- | --------- | --------- | --------- | ------------------- | ------------------- | ---------------------- | ---------- | ----------- | ---------- | --------------- | --------------- | --------------- | ----------------------------- |
| 1946 | 98,028,000  | 2,546,000 | 1,210,000 | 1,336,000 | 26.0                | 12.3                | 13.6                   | 2.81       |             |            | 46.6            | 55.3            |                 |                               |
| 1947 | 98,834,000  | 2,715,000 | 1,680,000 | 1,035,000 | 27.5                | 17.0                | 10.5                   | 2.94       |             |            | 39.9            | 49.8            |                 |                               |
| 1948 | 99,706,000  | 2,516,000 | 1,310,000 | 1,206,000 | 25.2                | 13.1                | 12.1                   | 2.60       |             |            | 47.0            | 56.0            |                 |                               |
| 1949 | 101,160,000 | 3,089,000 | 1,187,000 | 1,902,000 | 30.5                | 11.7                | 18.8                   | 3.21       |             |            | 51.0            | 59.8            |                 |                               |
| 1950 | 102,833,000 | 2,859,000 | 1,180,000 | 1,679,000 | 27.8                | 11.5                | 16.3                   | 2.89       |             |            | 52.3            | 61.0            |                 |                               |
| 1951 | 104,439,000 | 2,938,000 | 1,210,000 | 1,728,000 | 28.1                | 11.6                | 16.5                   | 2.92       |             |            | 52.3            | 60.6            |                 |                               |
| 1952 | 106,164,000 | 2,928,000 | 1,138,000 | 1,790,000 | 27.6                | 10.7                | 16.9                   | 2.87       |             |            | 54.6            | 62.9            |                 |                               |
| 1953 | 107,828,000 | 2,822,000 | 1,118,000 | 1,704,000 | 26.2                | 10.4                | 15.8                   | 2.73       |             |            | 55.5            | 63.9            |                 |                               |
| 1954 | 109,643,000 | 3,048,000 | 1,133,000 | 1,915,000 | 27.8                | 10.3                | 17.5                   | 2.97       |             |            | 55.9            | 64.1            |                 |                               |
| 1955 | 111,572,000 | 2,942,000 | 1,037,000 | 1,905,000 | 26.4                | 9.3                 | 17.1                   | 2.82       |             |            | 58.3            | 66.6            |                 |                               |
| 1956 | 113,327,000 | 2,827,000 | 956,000   | 1,871,000 | 24.9                | 8.4                 | 16.5                   | 2.73       |             |            | 60.1            | 68.8            |                 |                               |
| 1957 | 115,035,000 | 2,880,000 | 1,017,000 | 1,863,000 | 25.0                | 8.8                 | 16.2                   | 2.75       |             |            | 59.7            | 68.4            |                 | 3,407,398                     |
| 1958 | 116,749,000 | 2,861,000 | 931,000   | 1,930,000 | 24.5                | 8.0                 | 16.5                   | 2.69       |             |            | 61.8            | 70.4            |                 | 3,939,362                     |
| 1959 | 118,307,000 | 2,796,228 | 920,225   | 1,876,003 | 23.6                | 7.8                 | 15.9                   | 2.58       | 2.03        | 3.34       | 62.84           | 71.14           | 67.65           | 4,174,111                     |
| 1960 | 119,906,000 | 2,782,353 | 886,090   | 1,896,263 | 23.2                | 7.4                 | 15.8                   | 2.56       | 2.06        | 3.26       | 63.67           | 72.31           | 68.67           | 4,373,042                     |
| 1961 | 121,586,000 | 2,662,135 | 901,637   | 1,760,498 | 21.9                | 7.4                 | 14.5                   | 2.47       | 2.04        | 3.08       | 63.91           | 72.63           | 68.92           | 4,759,040                     |
| 1962 | 123,128,000 | 2,482,539 | 949,648   | 1,532,891 | 20.2                | 7.7                 | 12.4                   | 2.36       | 1.98        | 2.92       | 63.67           | 72.27           | 68.58           | 4,925,124                     |
| 1963 | 124,514,000 | 2,331,505 | 932,055   | 1,399,450 | 18.7                | 7.5                 | 11.2                   | 2.31       | 1.93        | 2.87       | 64.12           | 72.78           | 69.05           | 5,134,100                     |
| 1964 | 125,744,000 | 2,121,994 | 901,751   | 1,220,243 | 16.9                | 7.2                 | 9.7                    | 2.19       | 1.88        | 2.66       | 64.89           | 73.58           | 69.85           | 5,376,200                     |
| 1965 | 126,749,000 | 1,990,520 | 958,789   | 1,031,731 | 15.7                | 7.6                 | 8.1                    | 2.14       | 1.82        | 2.58       | 64.37           | 73.33           | 69.44           | 5,463,300                     |
| 1966 | 127,608,000 | 1,957,763 | 974,299   | 983,464   | 15.3                | 7.6                 | 7.7                    | 2.13       | 1.85        | 2.58       | 64.29           | 73.55           | 69.51           | 5,322,500                     |
| 1967 | 128,361,000 | 1,851,041 | 1,017,034 | 834,007   | 14.4                | 7.9                 | 6.5                    | 2.03       | 1.79        | 2.46       | 64.02           | 73.43           | 69.30           | 5,005,000                     |
| 1968 | 129,037,000 | 1,816,509 | 1,040,096 | 776,413   | 14.1                | 8.1                 | 6.0                    | 1.98       | 1.75        | 2.44       | 63.73           | 73.56           | 69.26           | 4,872,900                     |
| 1969 | 129,660,000 | 1,847,592 | 1,106,640 | 740,952   | 14.2                | 8.5                 | 5.7                    | 1.99       | 1.78        | 2.44       | 63.07           | 73.29           | 68.74           | 4,751,100                     |
| 1970 | 130,252,000 | 1,903,713 | 1,131,183 | 772,530   | 14.6                | 8.7                 | 5.9                    | 2.00       | 1.77        | 2.52       | 63.07           | 73.44           | 68.86           | 4,837,700                     |
| 1971 | 130,934,000 | 1,974,637 | 1,143,359 | 831,278   | 15.1                | 8.7                 | 6.3                    | 2.02       | 1.80        | 2.60       | 63.24           | 73.77           | 69.12           | 4,838,749                     |
| 1972 | 131,687,000 | 2,014,638 | 1,181,802 | 832,836   | 15.3                | 9.0                 | 6.3                    | 2.03       | 1.81        | 2.59       | 63.24           | 73.62           | 69.02           | 4,765,900                     |
| 1973 | 132,434,000 | 1,994,621 | 1,214,204 | 780,417   | 15.1                | 9.2                 | 5.9                    | 1.96       | 1.75        | 2.55       | 63.28           | 73.56           | 69.00           | 4,747,037                     |
| 1974 | 133,217,000 | 2,079,812 | 1,222,495 | 857,317   | 15.6                | 9.2                 | 6.4                    | 2.00       | 1.78        | 2.63       | 63.12           | 73.77           | 68.99           | 4,674,050                     |
| 1975 | 134,092,000 | 2,106,147 | 1,309,710 | 796,437   | 15.7                | 9.8                 | 5.9                    | 1.97       | 1.76        | 2.64       | 62.48           | 73.23           | 68.35           | 4,670,700                     |
| 1976 | 135,026,000 | 2,146,711 | 1,352,950 | 793,761   | 15.9                | 10.0                | 5.9                    | 1.96       | 1.74        | 2.62       | 62.19           | 73.04           | 68.10           | 4,757,055                     |
| 1977 | 135,979,000 | 2,156,724 | 1,387,986 | 768,738   | 15.9                | 10.2                | 5.7                    | 1.92       | 1.72        | 2.58       | 61.82           | 73.19           | 67.97           | 4,686,063                     |
| 1978 | 136,922,000 | 2,179,030 | 1,417,377 | 761,653   | 15.9                | 10.4                | 5.6                    | 1.90       | 1.70        | 2.55       | 61.83           | 73.23           | 68.01           | 4,656,057                     |
| 1979 | 137,758,000 | 2,178,542 | 1,490,057 | 688,485   | 15.8                | 10.8                | 5.0                    | 1.87       | 1.67        | 2.54       | 61.49           | 73.02           | 67.73           | 4,544,040                     |
| 1980 | 138,483,000 | 2,202,779 | 1,525,755 | 677,024   | 15.9                | 11.0                | 4.9                    | 1.87       | 1.68        | 2.51       | 61.38           | 72.96           | 67.70           | 4,506,249                     |
| 1981 | 139,221,000 | 2,236,608 | 1,524,286 | 712,322   | 16.1                | 10.9                | 5.1                    | 1.88       | 1.69        | 2.55       | 61.61           | 73.18           | 67.92           | 4,400,676                     |
| 1982 | 140,067,000 | 2,328,044 | 1,504,200 | 823,844   | 16.6                | 10.7                | 5.9                    | 1.96       | 1.76        | 2.63       | 62.24           | 73.64           | 68.38           | 4,462,825                     |
| 1983 | 141,056,000 | 2,478,322 | 1,563,995 | 914,327   | 17.6                | 11.1                | 6.5                    | 2.11       | 1.89        | 2.76       | 62.15           | 73.41           | 68.15           | 4,317,729                     |
| 1984 | 142,061,000 | 2,409,614 | 1,650,866 | 758,748   | 17.0                | 11.6                | 5.3                    | 2.06       | 1.86        | 2.69       | 61.71           | 72.96           | 67.67           | 4,361,959                     |
| 1985 | 143,033,000 | 2,375,147 | 1,625,266 | 749,881   | 16.6                | 11.4                | 5.2                    | 2.05       | 1.87        | 2.68       | 62.72           | 73.23           | 68.33           | 4,552,443                     |
| 1986 | 144,156,000 | 2,485,915 | 1,497,975 | 987,940   | 17.2                | 10.4                | 6.9                    | 2.18       | 1.98        | 2.83       | 64.77           | 74.22           | 69.95           | 4,579,400                     |
| 1987 | 145,386,000 | 2,499,974 | 1,531,585 | 968,389   | 17.2                | 10.5                | 6.7                    | 2.22       | 1.974       | 3.187      | 64.83           | 74.26           | 69.96           | 4,385,627                     |
| 1988 | 146,505,000 | 2,348,494 | 1,569,112 | 779,382   | 16.0                | 10.7                | 5.3                    | 2.13       | 1.90        | 3.06       | 64.61           | 74.25           | 69.81           | 4,608,953                     |
| 1989 | 147,342,000 | 2,160,559 | 1,583,743 | 576,816   | 14.7                | 10.7                | 3.9                    | 2.01       | 1.83        | 2.63       | 64.20           | 74.50           | 69.73           | 4,427,713                     |
| 1990 | 147,969,000 | 1,988,858 | 1,655,993 | 332,865   | 13.4                | 11.2                | 2.3                    | 1.892      | 1.698       | 2.600      | 63.76           | 74.32           | 69.36           | 4,103,425                     |
| 1991 | 148,394,000 | 1,794,626 | 1,690,657 | 103,969   | 12.1                | 11.4                | 0.7                    | 1.732      | 1.531       | 2.447      | 63.41           | 74.23           | 69.11           | 3,608,421                     |
| 1992 | 148,538,000 | 1,587,644 | 1,807,441 | –219,797  | 10.7                | 12.2                | –1.5                   | 1.547      | 1.351       | 2.219      | 61.96           | 73.71           | 67.98           | 3,436,695                     |
| 1993 | 148,459,000 | 1,378,983 | 2,129,339 | –750,356  | 9.3                 | 14.3                | –5.1                   | 1.369      | 1.200       | 1.946      | 58.80           | 71.85           | 65.24           | 3,243,957                     |
| 1994 | 148,408,000 | 1,408,159 | 2,301,366 | –893,207  | 9.5                 | 15.5                | –6.0                   | 1.394      | 1.238       | 1.917      | 57.38           | 71.07           | 63.93           | 3,060,237                     |
| 1995 | 148,376,000 | 1,363,806 | 2,203,811 | –840,005  | 9.2                 | 14.9                | –5.7                   | 1.337      | 1.193       | 1.813      | 58.11           | 71.60           | 64.62           | 2,766,362                     |
| 1996 | 148,160,000 | 1,304,638 | 2,082,249 | –777,611  | 8.8                 | 14.1                | –5.2                   | 1.270      | 1.140       | 1.705      | 59.61           | 72.41           | 65.89           | 2,652,038                     |
| 1997 | 147,915,000 | 1,259,943 | 2,015,779 | –755,836  | 8.5                 | 13.6                | –5.1                   | 1.218      | 1.097       | 1.624      | 60.84           | 72.85           | 66.79           | 2,498,716                     |
| 1998 | 147,671,000 | 1,283,292 | 1,988,744 | –705,452  | 8.7                 | 13.5                | –4.8                   | 1.232      | 1.109       | 1.643      | 61.19           | 73.12           | 67.14           | 2,346,138                     |
| 1999 | 147,215,000 | 1,214,689 | 2,144,316 | –929,627  | 8.3                 | 14.6                | –6.3                   | 1.157      | 1.045       | 1.534      | 59.86           | 72.42           | 65.99           | 2,181,153                     |
| 2000 | 146,597,000 | 1,266,800 | 2,225,332 | –958,532  | 8.6                 | 15.2                | –6.5                   | 1.195      | 1.089       | 1.554      | 58.99           | 72.25           | 65.38           | 2,138,800                     |
| 2001 | 145,976,000 | 1,311,604 | 2,254,856 | –943,252  | 9.0                 | 15.4                | –6.5                   | 1.223      | 1.124       | 1.564      | 58.88           | 72.16           | 65.30           | 2,114,700                     |
| 2002 | 145,306,496 | 1,396,967 | 2,332,272 | –935,305  | 9.6                 | 16.1                | –6.4                   | 1.286      | 1.189       | 1.633      | 58.68           | 71.90           | 64.95           | 1,944,481                     |
| 2003 | 144,648,624 | 1,477,301 | 2,365,826 | –888,525  | 10.2                | 16.4                | –6.1                   | 1.319      | 1.223       | 1.666      | 58.53           | 71.85           | 64.84           | 1,864,647                     |
| 2004 | 144,067,312 | 1,502,477 | 2,295,402 | –792,925  | 10.4                | 15.9                | –5.5                   | 1.344      | 1.253       | 1.654      | 58.91           | 72.36           | 65.31           | 1,797,567                     |
| 2005 | 143,518,816 | 1,457,376 | 2,303,935 | –846,559  | 10.2                | 16.1                | –5.9                   | 1.294      | 1.207       | 1.576      | 58.92           | 72.47           | 65.37           | 1,675,693                     |
| 2006 | 143,049,632 | 1,479,637 | 2,166,703 | –687,066  | 10.3                | 15.1                | –4.8                   | 1.305      | 1.210       | 1.601      | 60.43           | 73.34           | 66.69           | 1,582,398                     |
| 2007 | 142,805,120 | 1,610,122 | 2,080,445 | –470,323  | 11.3                | 14.6                | –3.3                   | 1.416      | 1.294       | 1.798      | 61.46           | 74.02           | 67.61           | 1,479,010                     |
| 2008 | 142,742,368 | 1,713,947 | 2,075,954 | –362,007  | 12.0                | 14.5                | –2.6                   | 1.502      | 1.372       | 1.912      | 61.92           | 74.28           | 67.99           | 1,385,600                     |
| 2009 | 142,785,344 | 1,761,687 | 2,010,543 | –248,856  | 12.3                | 14.1                | –1.8                   | 1.542      | 1.415       | 1.941      | 62.87           | 74.79           | 68.78           | 1,292,389                     |
| 2010 | 142,849,472 | 1,788,948 | 2,028,516 | –239,568  | 12.5                | 14.2                | –1.7                   | 1.567      | 1.439       | 1.983      | 63.09           | 74.88           | 68.94           | 1,186,108                     |
| 2011 | 142,960,908 | 1,796,629 | 1,925,720 | –129,091  | 12.6                | 13.5                | –0.9                   | 1.582      | 1.442       | 2.056      | 64.04           | 75.61           | 69.83           | 1,124,880                     |
| 2012 | 143,201,700 | 1,902,084 | 1,906,335 | –4,251    | 13.3                | 13.3                | –0.0                   | 1.691      | 1.541       | 2.215      | 64.56           | 75.86           | 70.24           | 1,063,982                     |
| 2013 | 143,506,995 | 1,895,822 | 1,871,809 | 24,013    | 13.3                | 13.0                | 0.2                    | 1.707      | 1.551       | 2.264      | 65.14           | 76.31           | 70.77           | 1,012,399                     |
| 2014 | 146,090,613 | 1,942,683 | 1,912,347 | 30,346    | 13.3                | 13.1                | 0.2                    | 1.750      | 1.588       | 2.318      | 65.29           | 76.49           | 70.93           | 929,963                       |
| 2015 | 146,405,999 | 1,940,579 | 1,908,541 | 32,038    | 13.3                | 13.1                | 0.2                    | 1.777      | 1.678       | 2.111      | 65.92           | 76.71           | 71.39           | 848,180                       |
| 2016 | 146,674,541 | 1,888,729 | 1,891,015 | –2,286    | 12.9                | 12.9                | –0.0                   | 1.762      | 1.672       | 2.056      | 66.50           | 77.06           | 71.87           | 836,611                       |
| 2017 | 146,842,402 | 1,690,307 | 1,826,125 | –135,818  | 11.5                | 12.4                | –0.9                   | 1.621      | 1.527       | 1.923      | 67.51           | 77.64           | 72.70           | 779,848                       |
| 2018 | 146,830,576 | 1,604,344 | 1,828,910 | –224,566  | 10.9                | 12.5                | –1.6                   | 1.579      | 1.489       | 1.870      | 67.75           | 77.81           | 72.91           | 661,045                       |
| 2019 | 146,764,655 | 1,481,074 | 1,798,307 | –317,233  | 10.1                | 12.3                | –2.2                   | 1.504      | 1,43        | 1,75       | 68.24           | 78.17           | 73.34           | 621,652                       |
| 2020 | 146,171,015 | 1,436,514 | 2,138,586 | –702,072  | 9.8                 | 14.6                | –4.8                   | 1.505      |             |            | 66.49           | 76.43           | 71.54           | 510,333                       |

## 민족

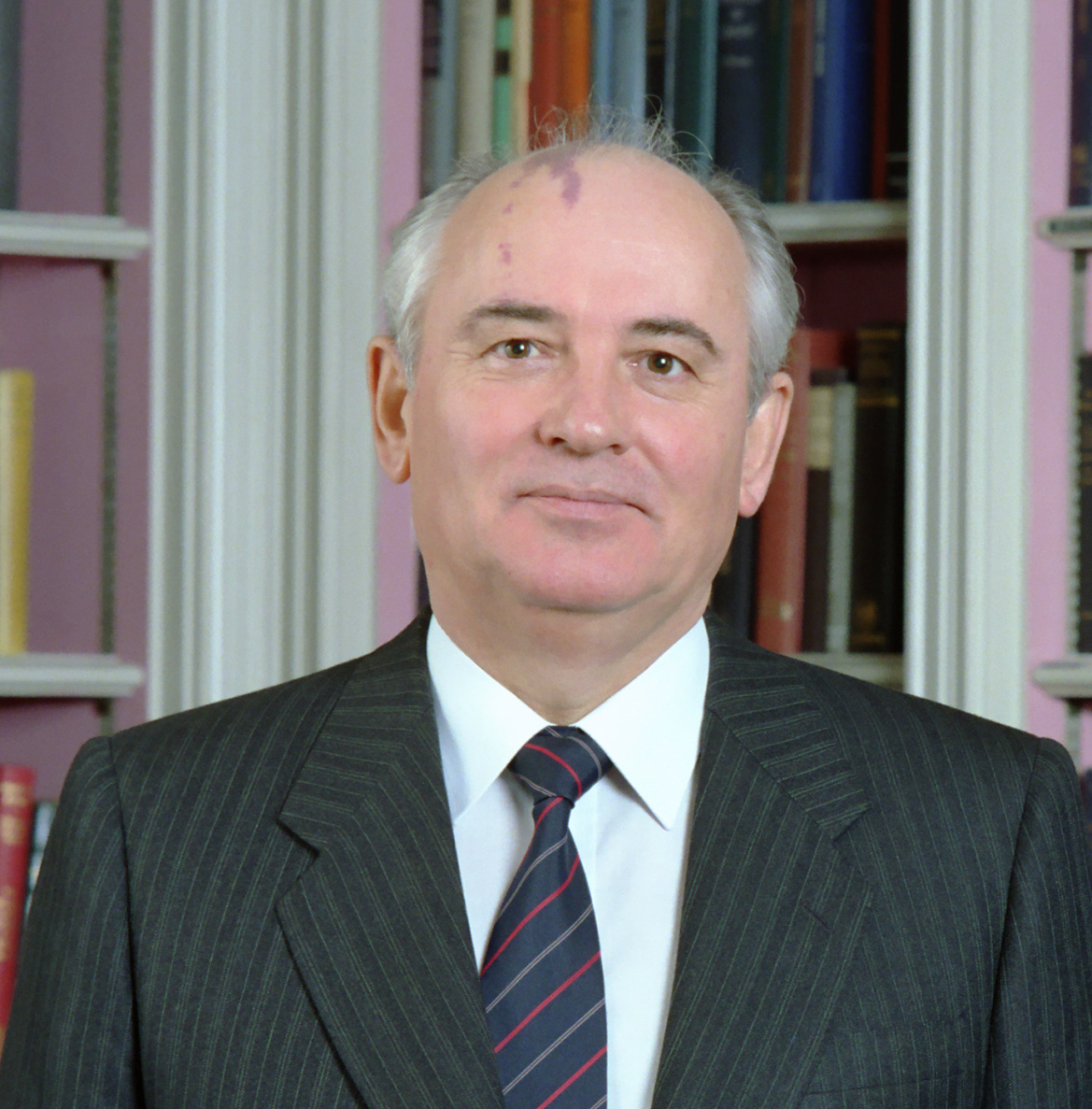
러시아인(미하일 고르바초프)

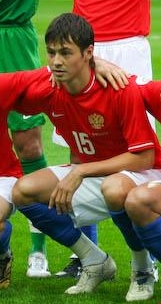
타타르족

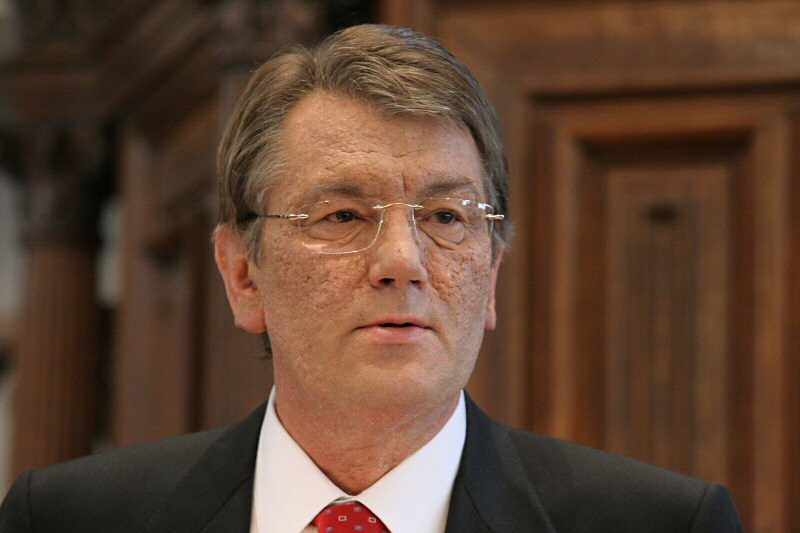
우크라이나인

2002년의 조사에서는, 전체 인구의 79.83%인 1억 1588만 9107명을 러시아인이 차지하고 있다. 헌법상으로 소수 민족의 권리를 존중하고 있으며, 역사적으로 강제 이주를 겪은 고려인들의 문화가 보존되기도 한다. 러시아는 160개의 많은 민족들로 구성되어 있다. 러시아인 이외의 주요한 민족은 슬라브계(대부분 우크라이나인, 나머지는 벨라루스인, 폴란드인, 불가리아인, 기타), 카프카스종족(대부분 체첸인, 인구시인, 다게스탄인, 아바르인, 조지아인 기타), 오세티야인, 칼미크인, 타타르인, 바슈키르인, 추바시인, 투바인, 야쿠트인, 에벤키인, 타이미르인, 마리인, 모르도바인, 그리스인, 이누이트인, 독일인, 유대인, 고려인, 카자흐인, 아제르바이잔인, 핀란드인, 집시, 헝가리인, 네네츠인, 아랍인, 이란인, 몽골인, 중국인, 루마니아인과 몰도바인, 튀르키예인, 우드무르트인 등 200여 개를 넘는 많은 비슬라브계 민족이 존재한다. 그러므로 러시아는 중국과 미국처럼 다민족 국가이다.
대부분의 러시아인들이 동슬라브족이지만, 투르크어족 (8.4%), 캅카스어족 (3.3%), 우랄어족 (1.9%)과 기타가 거주한다.
- 79.83% 러시아인（115889107명）
- 3.83 % 타타르인 (5554601명)
- 2.03% 우크라이나인 (2942961명)
- 1.15% 바슈키르인 (1673389명)
- 1.13% 추바시인 (1637094명)
- 0.94% 체첸인 (136253명)
- 0.78% 아르메니아인 (113491명)

언어 기준으로 분류
- 인도유럽어족 (합계 84.07%; 83.27%가 러시아슬라브족)
  - 러시아인 115889107명 (79.83%)
  - 타타르족 5554601명（3.83 %）
  - 우크라이나인 2942961명 (2.03%)
  - 아르메니아인 113491명 (0.78%)
  - 벨라루스인 807970명 (0.56%)
  - 러시아 독일인 597212명 (0.41%)
  - 오세트인와 이란인 514875명 (0.35%)
  - 집시 182766명 (0.13%)
  - 몰도바인과 루마니아인 172330명 (0.12%)
  - 타지크족 120136명 (0.08%)
  - 그리스인 97827명 (0.07%)
  - 폴란드인 73001명 (0.05%)
  - 리투아니아인 45569명 (0.03%)
  - 불가리아인 31965명 (0.02%)
  - 라트비아인 28520명 (0.02%)
  - 타트족, 자트족과 기타 2303명 (0.00%)

- 튀르크어족 (합계 8.36%)
  - 타타르족 5554601명 (3.83%)
  - 바슈키르인 1673389명 (1.15%)
  - 추바시인 1637094명 (1.13%)
  - 카자흐족 653962명 (0.45%)
  - 아제르바이잔인 621840명 (0.43%)
  - 야쿠트족 443852명 (0.31%)
  - 쿠미크인 422409명 (0.29%)
  - 투바인 243442명 (0.17%)
  - 카라차이인 192182명 (0.13%)
  - 우즈벡족 122916명 (0.08%)
  - 발카르인 108426명 (0.07%)
  - 튀르키예인 	92415명 (0.06%)
  - 노가이인 90666명 (0.06%)
  - 하카스인 75622명 (0.05%)
  - 알타이인 67239명 (0.05%)
  - 체르케스인 60517명 (0.04%)
  - 투르크멘족 33053명 (0.02%)
  - 키르기스족 31808명 (0.02%)
  - 가가우스족 12210명 (0.01%)
  - 돌간인 7261명 (0.01%)
  - 크림 타타르족 4131명 (0.00%)
  - 토팔라르족 837명 (0.00 %)

- 캅카스 제어 (합계 3.30%)
  - 체첸인 136253명 (0.94%)
  - 아바르족 814473명 (0.56%)
  - 카바르딘인 519958명 (0.36%)
  - 다르긴인 510156명 (0.35%)
  - 잉구시족 413016명 (0.28%)
  - 레즈긴인 411535명 (0.28%)
  - 조지아인 197934명 (0.14%)
  - 라크인 156545명 (0.11%)
  - 타바사란인 131785명 (0.09%)
  - 아디게인 128528명 (0.09%)
  - 아바자인 37942명 (0.03%)
  - 루툴족 29929명 (0.02%)
  - 아굴족 28297명 (0.02%)
  - 쇼르인 13975명 (0.01%)
  - 압하스인 11366명 (0.01%)
  - 차후르인 10366명 (0.01%)

- 우랄어족 (합계 1.91%)
  - 모르도바인 843350명 (0.58%)
  - 우드무르트인 636906명 (0.44%)
  - 마리인 604298명 (0.42%)
  - 코미인 293406명 (0.20%)
  - 코미페르먀크인 125235명 (0.09%)
  - 카렐리야인 93344명 (0.06%)
  - 네네츠족 41302명 (0.03%)
  - 핀족 34050명 (0.02%)
  - 한티인 28678명 (0.02%)
  - 에스토니아인 28113명 (0.02%)
  - 만시인 11432명 (0.01%)
  - 벱스인 8240명 (0.01%)
  - 헝가리인 5000명 (0.01%)
  - 셀쿠프인 4249명 (0.00%)
  - 유카기르인 1509명 (0.00%)
  - 사미인 1991명 (0.00%)
  - 응가나산인 834명 (0.00%)
  - 이조리아인 314명 (0.00%)
  - 에네츠족 237명 (0.00%)

- 몽골어족 (0.43%)
  - 부랴트족과 몽골인 445175명 (0.31%)
  - 칼미크인 173996명 (0.12%)

- 유대인 229938명 (0.16%)

- 고려인 148556명 (0.10%)

- 퉁구스어족 (0.02%)
  - 에벤키인 35527명 (0.02%)
  - 에벤인 19071명 (0.01%)
  - 나나이족 12160명 (0.01%)
  - 울치족 2913명 (0.00%)
  - 우데게이인 1657명 (0.00%)
  - 오로치인 686명 (0.00%)
  - 네기달인 567명 (0.00%)
  - 오로크족	346명 (0.00%)

- 축치캄차카어족 (0.02%)
  - 축치족 15767명 (0.01%)
  - 코랴크족 8743명 (0.01%)
  - 이텔멘족 3180명 (0.00%)
  - 추반인 1087명 (0.00%)

- 아시리아인과 아랍인 13649명 (0.01%)

- 니브흐족 5162명 (0.00%)

- 에스키모알류트족
  - 에스키모 1750명 (0.00%)
  - 알류트족 540명 (0.00%)

- 케트인 1494명 (0.00%)

## 언어
러시아엔 100개 이상의 언어가 쓰이고 있으며 문자가 없는 민족의 언어를 포함하면 약 130종에 이른다. 그 중 가장 크고 흔한 언어는 러시아어이다. 러시아어가 공용어이고 99% 이상의 주민들이 러시아의 유럽지역과 아시아지역에서 러시아어를 사용한다. 공용어인 러시아어가 민족 공화국을 포함해서 전역에서 거의 사용되고 있다. 소수 민족 언어도 각 공화국마다 사용된다. 각 행정구역에선 러시아어외에도 그 공화국에서 지정한 언어도 공용어로 지정되어 있다. 러시아의 언어는 크게 14개의 어족(인도유럽어족, 알타이어족, 우랄러족, 유카지르추반어족, 카르트벨리어족, 압하스아디게이어족, 나흐다게스탄어족, 중국티베트어족, 셈어족, 에스키모알류트어족, 축치캄차카어족, 예니세이어족, 오스트로아시아어족, 아이누어족, 퉁구스어족 등)으로 나뉜다. 러시아의 대부분의 민족 언어는 인도유럽어군에 속한다. 가끔씩 소수 민족어가 사용되며, 벨라루스인, 우크라이나인 등 소수 민족들은 러시아어와 자신들의 언어를 구사하기도 한다. 원주민 구역에서는 중학교때부터 러시아어를 배운다. 외국어로는 영어, 프랑스어, 독일어가 널리 쓰인다. 또 그 밖에 카프카스 지방에서 사용되고 있는 카프카스어·나흐어 등과 고시베리아 여러 언어가 있다.

## 종교
구소련은 마르크스주의의 무신론(無神論)에 입각한 나라이어서 종교를 비과학적인 것으로 보고, 반종교적인 선전이나 학교교육을 실시하였으나 국민의 종교신앙을 금지하지는 않았기 때문에 러시아 국내에는 여러 종교가 존재하고 있었으며, 고르바초프 등장 이후 종교의 자유가 허용되면서 종교활동이 활발히 일어나고 있다. 러시아인을 포함한 많은 민족이 대부분 러시아 정교회의 신도이다. 이 종교는 제정 러시아시대 이래 러시아 국민의 사상·문화·풍속 등에 깊은 영향을 끼쳐 왔다.
기타, 로마 가톨릭, 개신교나 이슬람교, 유대교, 불교, 기타 종교 등의 신도도 적지 않다. 이슬람교는 중앙아시아 지방의 제1의 종교로서 러시아 내에는 타타르인을 비롯한 소수집단이 신봉하고 있다. 러시아의 불교는 극동과 칼미크 공화국과 투바 공화국, 부랴트 공화국이 주로 믿으며 이슬람교는 북카프카스지역 체첸 공화국과 인구시 공화국, 북오세티야 공화국 등과 일부 투르크계 공화국 즉 추바시 공화국, 바시키르 공화국, 타타르 공화국 등이 주로 믿는다. 그 밖에 소수종교로 여러 기독교 분파들이 있다. 민속신앙이 기독교와 결합된 형태롤 남아있기 때문에 러시아인들의 신앙을 이중 신앙으로 본다. 유대교는 0.2% 떨어졌다(2002년의 조사에서). 러시아의 힌두교도는 크리슈나교 신자를 포함해서 10만 명 정도이며 대부분이 인도출신이나 일부 개종한 러시아인 신자도 약간 있다. 일부 러시아인들은 신흥 종교나, 다른 기독교와 이슬람교를 믿는다. 일부 민족(네네츠족, 아이누족 등)들은 샤머니즘/애니미즘을 믿기도 한다. 2002년의 조사에 따르면 58%가 러시아 정교회, 5%가 이슬람교, 2%가 무종교이다. 사회주의의 영향으로 무신앙도 많이 점하고 있다.

## 성명
러시아인의 성명은 세 가지 요소로 구성되어 있다. 성과 부칭 이름이다. 순서는 이름+부칭+성의 순서이다. 부칭이란 아버지의 이름에서 자동으로 생성되는 명칭으로 ~의 아들 또는 ~의 딸이란 의미를 갖는다. 예를 들어 이반 이바노비치 체렌스키의 경우, 이 이름의 의미는 이반의 아들 이반 체렌스키란 뜻이 된다. 부칭은 때때로 생략되는 경우가 있다.

## 같이 보기
- 소비에트 연방의 주민
- 시베리아의 주민